# Tarczyława
Tarczyława (biał. Тарчылава; ros. Торчилово, Torcziłowo) – wieś na Białorusi, w obwodzie witebskim, w rejonie orszańskim, w sielsowiecie Wuscie.